# Матч за звание чемпиона мира по международным шашкам среди женщин 2008
Матч за звание чемпиона мира по международным шашкам среди женщин 2008 года проходил между чемпионкой мира Тамарой Тансыккужиной (Уфа, Россия) и экс-чемпионкой Дарьей Ткаченко (Киев, Украина).
Победительница — Дарья Ткаченко. Это её третий титул.

## Место и время проведения
Днепродзержинск-Уфа, 12-29 июня 2008 года.
Во время поединков в Уфе одновременно проводилось Первенство мира по международным шашкам среди кадетов. Матч проводился в шашечном клубе «Башнефть», первенство — в Башкирская республиканская гимназия-интернат № 1.

## 1 сет
Днепродзержинск, 12-17.06.2008
Тансыккужина-Ткаченко
4-4 (1-1,1-1,1-1,1-1)
Тай-брейк
0-4 (0-2, 0-2)

## 2 сет
Уфа, 20-29.06.2008
3-5 (1-1,0-2,1-1,1-1)

## 3 сет
3-5 (0-2,1-1,1-1,1-1)